# Amikacină
Amikacina este un antibiotic cu acțiune bactericidă din clasa aminoglicozidelor, derivat de kanamicină, fiind utilizat în tratamentul unor infecții bacteriene. Printre acestea se numără infecții intra-abdominale, meningite, pneumonii, septicemie, infecții de tract urinar și inclusiv tuberculoză multidrug-rezistentă și nocardioză. Căile de administrare disponibile sunt intravenoasă și intramusculară.
Molecula a fost patentată în anul 1971 iar prima formă disponibilă comercial a apărut în anul 1976. Se află pe lista medicamentelor esențiale ale Organizației Mondiale a Sănătății.

## Reacții adverse
Ototoxicitate și nefrotoxicitate. Utilizat în timpul sarcinii, poate produce surzenie permanentă noului-născut.